# النباتات البرية الصالحة للأكل في فلسطين

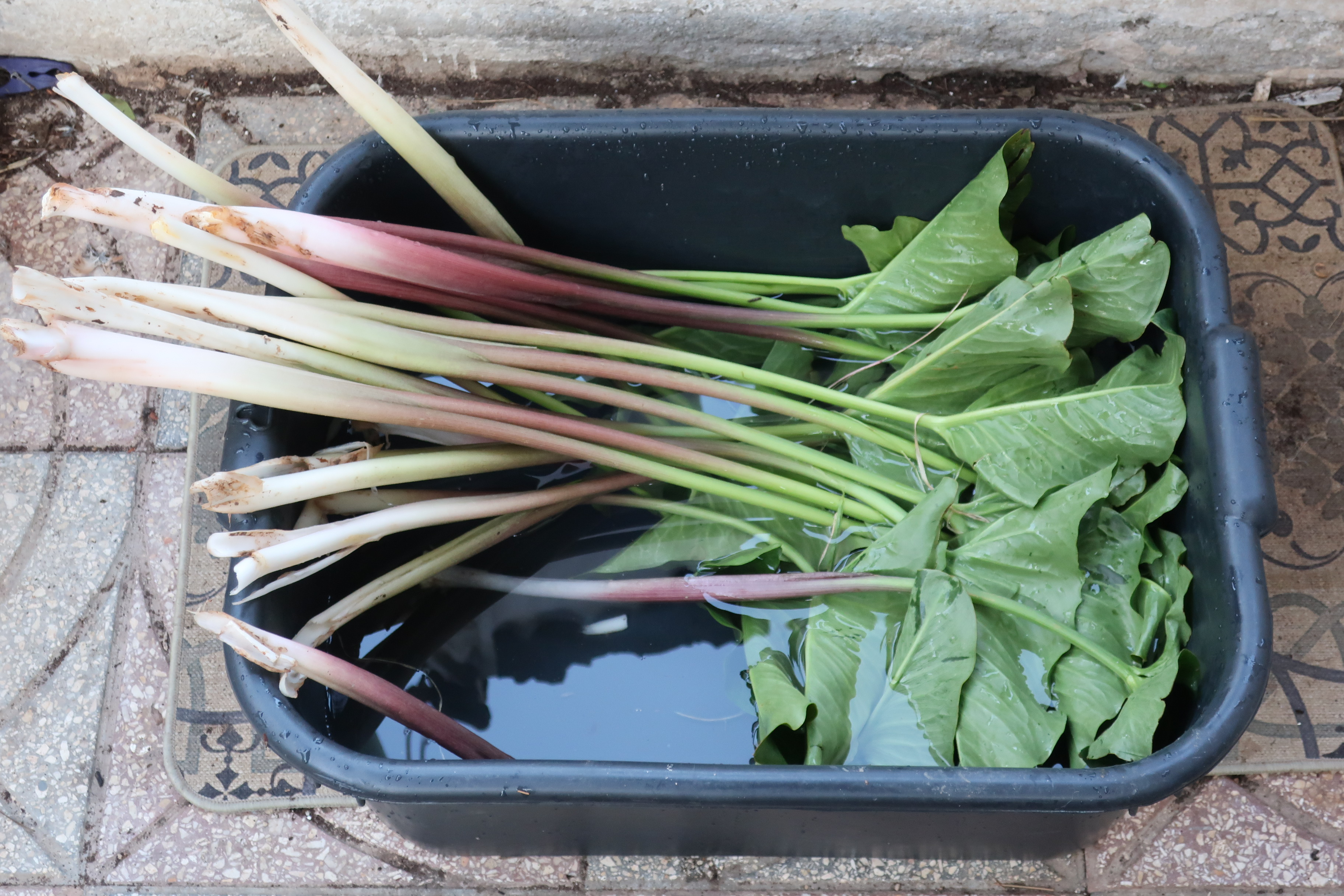
لوف فلسطيني

لقد تم استخدام النباتات البرية الصالحة للأكل والفطريات في مناطق فلسطين لدعم الحياة في فترات الندرة والمجاعة، أو ببساطة كمصدر غذائي إضافي للحصول على تغذية إضافية ومتعة. تقدم النباتات المتنوعة في إسرائيل وفلسطين مجموعة واسعة من النباتات المناسبة للاستهلاك البشري، والعديد منها له تاريخ طويل من الاستخدام في المأكولات اليومية لشعوبها الأصلية.
ينص القانون على الحفاظ على الأشياء الطبيعية المحمية ذات القيمة. ويتضمن القانون قائمة بالمواقع والنباتات والحيوانات المحمية. ويشجع القانون تنظيم الحفاظ على النباتات البرية بشكل عام، ويحظر قطف النباتات البرية المحمية أو الاتجار بها أو التسبب في أي ضرر آخر لها.

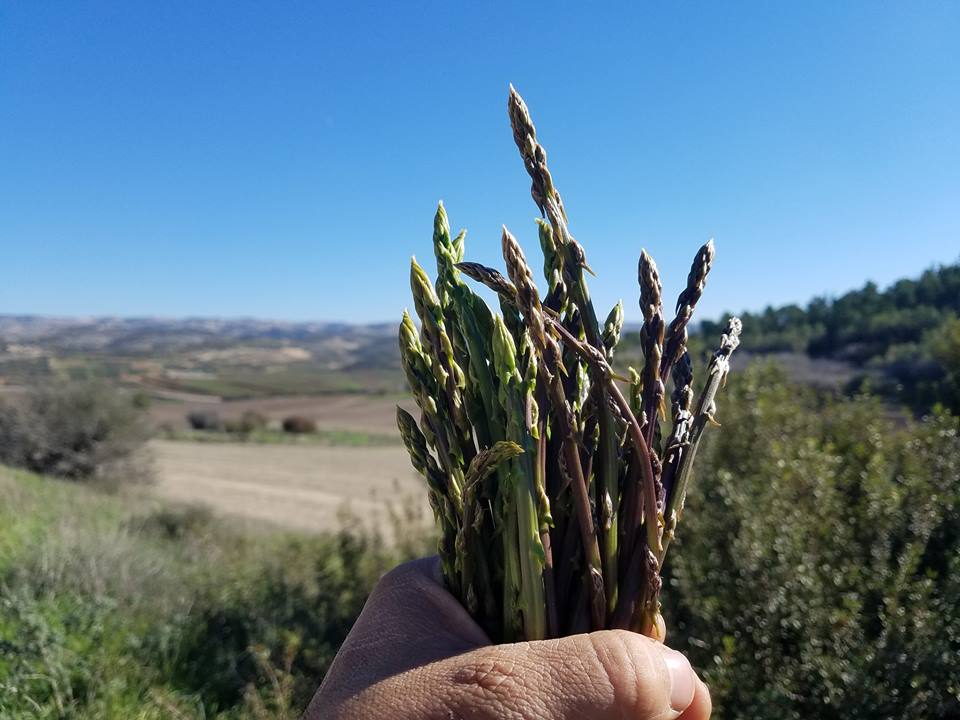
هليون شوكي

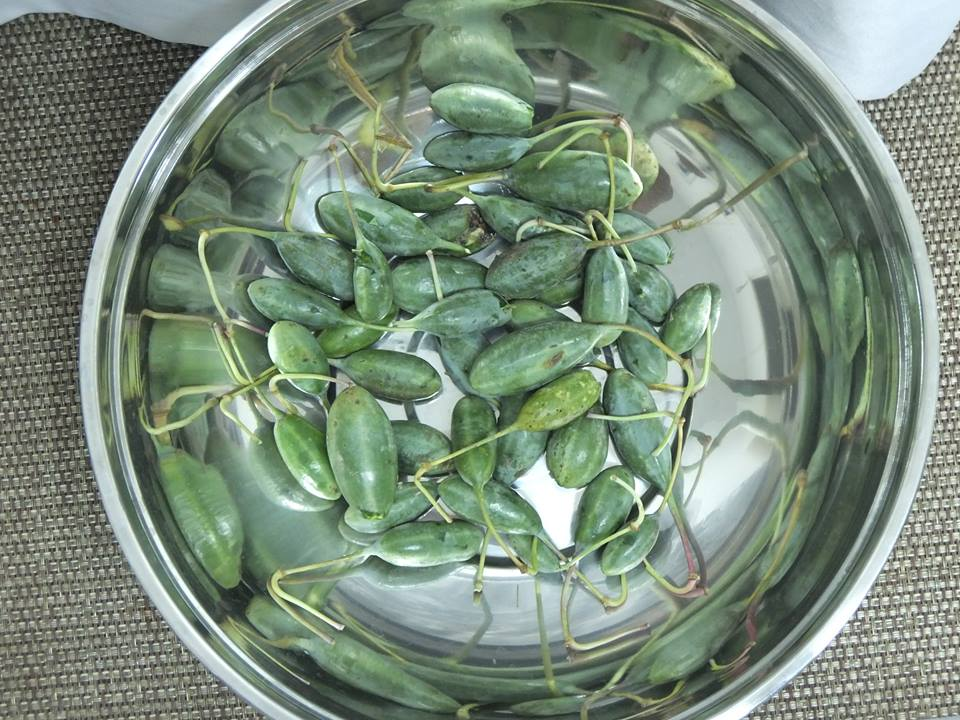
قبار

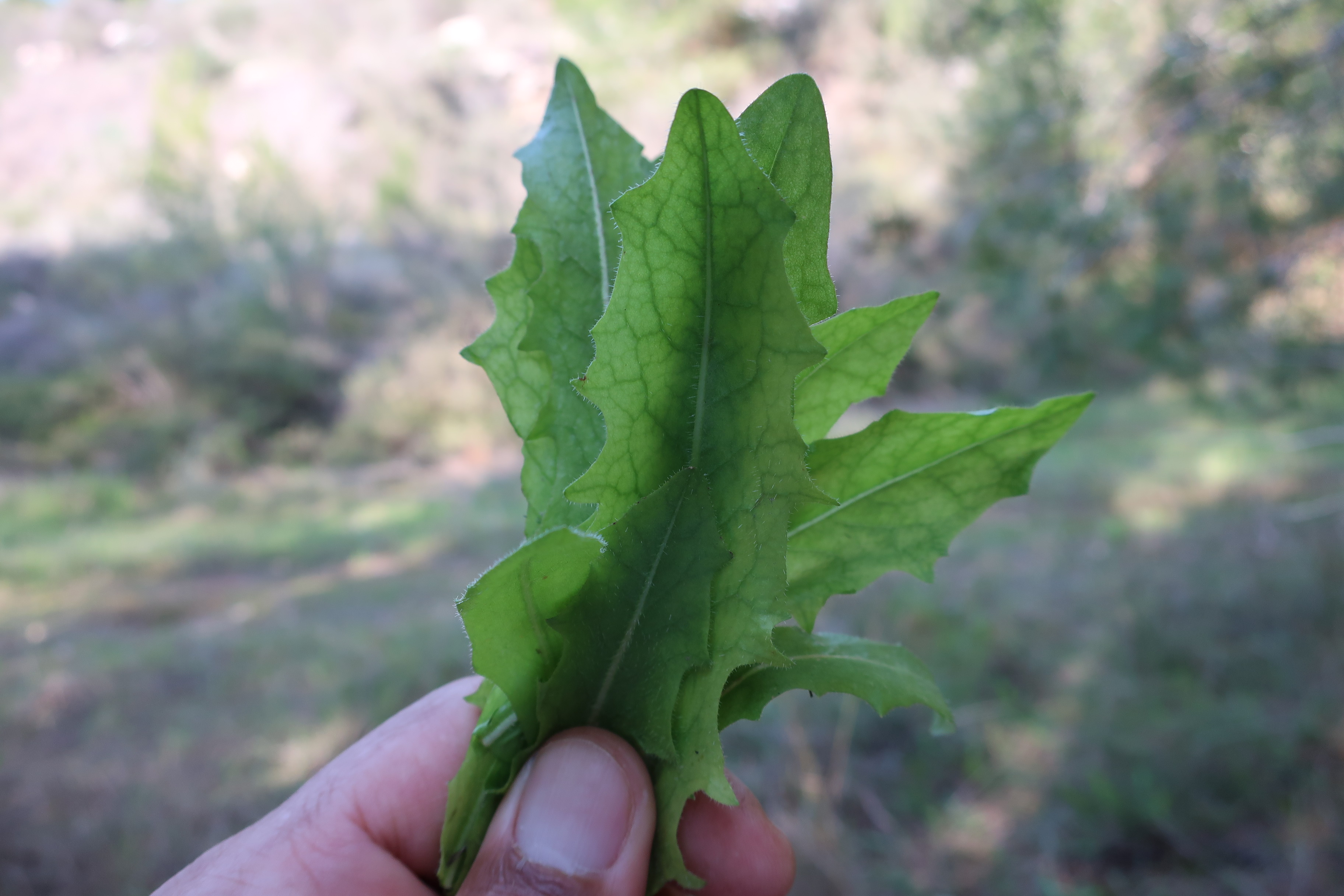
خس منشاري

قد استخدم السكان المحليون، تقليديا وفي أوقات مختلفة من استيطانهم، هذه النباتات، التي جمعوها للاستهلاك البشري، سواء لتناولها طازجة أو عن طريق نقعها في الماء الساخن، أو عن طريق الطهي، أو عن طريق استخدامها كتوابل أو بهار. جميع النباتات المذكورة هنا غير خاضعة للتنظيم ويمكن للعامة استخدامها ما لم يتم الإشارة إلى خلاف ذلك على أنها محمية بموجب القانون الإسرائيلي.

## ملخص
ذكر المستشرق الألماني جوستاف دالمان (1855-1941) عن البحث عن الطعام في فلسطين ، "كما هو الحال بالنسبة لجميع النباتات، يتم استخدام النموات الصغيرة في الربيع؛ أما بالنسبة للشوك، فعادةً ما يتم استخدام اللب والساق فقط." يتطلب البحث عن الطعام تحديدًا دقيقًا لتجنب التعامل مع الأنواع الضارة و/أو تناولها. تحتوي بعض النباتات الصالحة للأكل على أجزاء مسببة للحساسية أو غير صالحة للاستهلاك البشري، في حين أن بعضها الآخر قد يتطلب الطهي.
في دراسة استقصائية أجريت بين العرب في الضفة الغربية، كانت الأعشاب البرية والخضراوات الورقية الخمسة الأكثر ذكرًا والتي أشاد بها الناس بسبب مذاقها، حسب ترتيب تفضيلها: المردقوش البري، والمريمية ثلاثية الفصوص، والخطمي، وزهرة السيكلامين، والشوك الجمل.

## أنواع مختارة

### الأعشاب والحشائش والفطريات والشجيرات
| البهارات أو الأعشاب | الإسم الشائع | ملاحظات |
| ------------------- | ------------ | --- |
| دواء (نبات)         | الحدق        | ( شحم الأرض، حداق، حداق، سمح). الآيزون الكناري نبات صحراوي منخفض، ذُكر في شرح مشناه من القرن الحادي عشر تحت اسم شحم الأرض. في مصر، عُرف النبات بأسماء أخرى. كان بدو الصحراء الشرقية في مصر يجمعون بذور هذا النبات الحولي الخشبي ويطحنونها لطهيها على شكل عصيدة في فلسطين، ينمو النبات في صحراء غرب البحر الميت، وكذلك على طول الأجزاء الجنوبية الشرقية من النقب، حتى وادي الصدع العظيم. |
| كراث نبطي           | كراث         | (العربية: ثوم؛ قيراط بري؛ بصل العفريت؛ كراث) تؤكل الأوراق كعشب طازج للسلطة. الكراث البري اليوم محمي بموجب القانون الإسرائيلي. |
| ثوم نابولي          | ثوم          | تُرى هذه العشبة بكثرة في جميع أنحاء البلاد في أوائل الربيع، ويمكن تمييزها بسهولة من خلال أزهارها البيضاء ذات الست بتلات، والمرتبة في نورة أسطوانية، وساقها مثلثة الشكل (ثلاث زوايا). السيقان والجذور الطازجة صالحة للأكل، ويمكن تناولها كسلطة. ثوم مشابه هو الثوم الأشعث، وهو شائع أيضًا في البلاد. |
| بقلة يمانية         | قدم الإوزة   | عشبة صيفية سنوية بأوراق عريضة لامعة. يمكن طهي الأوراق وتناولها في أوقات القحط. |
| لسان الثور البومي   | لسان الثور   | (لسان الثور؛ حمحم) تُجمع براعم أوراق الربيع الصغيرة ثم تُغلى. بعد الغلي، تُفرم الأوراق فرماً ناعماً وتُقلى في الزيت والثوم، وتُستخدم كزينة للحوم أو كطبق مع البيض. |
| كرفس (نوع)          | كرفس         | على الرغم من وجوده في البرية، إلا أن النبات اليوم يُزرع على نطاق واسع. تم العثور عليه ينمو على طول مجاري المياه في سهل الحولة والمناطق المنخفضة في بحر الجليل، من بين أماكن أخرى. في البرية، تكون السيقان عند نموها صلبة للغاية بحيث لا يمكن تناولها، لذلك يتم اختيار أوراقها الشبيهة بالسراخس والتي تنمو على شكل مظلات. تعد الأوراق عنصرًا أساسيًا في العديد من الحساء، وتُخبز أحيانًا مع الجبن. تؤكل نيئة كسلطة مع المخللات؛ كما تُقطع صغيرة في الأطعمة المطبوخة.[19] نوع آخر ينمو بغزارة في سهل عكا، يجب الحرص على عدم الخلط بين الشوكران السام (Conium maculatum) والكرفس البري، لأن أوراق كلا النباتين متشابهة. |
| شيح                 | بعثران       | (بَعْثْران؛ بُعْيْثْران؛ شِيح) يُحضَّر الشاي عن طريق نقع الأوراق المجففة لهذه الشجيرة الصحراوية، ويُعتقد أن لها خصائص طبية. يُستخدم نفس الاستخدام مع الشيح الأبيض (الشيح الأبيض)، على الرغم من أن أجزائه الهوائية وجذوره تُحضَّر كمغلي، وتُعرف محليًا باسم الشِيح. |
| لوف فلسطيني         | لوف          | الأوراق والدرنات صالحة للأكل بعد استخلاص سمومها. وُصفت زراعته واستخدامه كغذاء. كما ذكر ثيوفراستوس النبات في كتابه "استفسار عن النباتات"، واصفًا ضرورة استخلاص الجذور والأوراق قبل تناولها. عادةً ما تُؤكل الأوراق والجذور المطبوخة مع الأرز. يذكر Ḳrispil أجناسًا أخرى من النباتات التي لها نفس خصائص الكرفس، بينما أضاف دالمان نوعًا آخر، وهو الكرفس المرقط. |
| هليون               | هليون        | يتم قطع البراعم الصغيرة من النبات، وطهيها في الماء المغلي، ونكهتها بعصير الليمون والملح وتناولها. في بعض الأماكن، من المعتاد تحميصها في رماد ساخن فوق فرن الخبز الطابون. |
| أستومايا            | بلبلوس       | ينتشر في جبال القدس. تُؤكل السيقان والأوراق طازجة كخضار، كما أن الجذور الدرنية للنبات صالحة للأكل ويمكن تناولها طازجة أو بعد طبخها أو شويها. يُعد طبق سلطة من طبقة بصل أخضر تليها طبقة من جذر العستوم، مع القليل من الملح والماء والزعتر (الأوريغانو). للجذور طعم حلو وعطر في أشهر نيسان وأيار وحزيران. |
| رغل ملحي            | القطف        | أوراق النبات الطرية اللزجة صالحة للأكل، سواء طازجة في السلطة أو بعد سلقها. يمكن أيضًا قليها مع البيض، أو مع القليل من زيت الزيتون والماء والبصل. البدو يأكلونها عادةً بعد سلقها وخلطها مع لبن الماعز الحامض أو الزبادي. ينتشر النبات على امتداد وادي الأردن، ويضم الجنس أنواعًا عديدة أخرى. |
| شمندر (نوع)         | سلق          | خضار ورقي تُؤكل أوراقه الصغيرة طازجة في السلطات، أما الأوراق الناضجة فتُطهى بالبخار أو تُسلق، ولها طعم وقوام شبيه بالسبانخ. تُستخدم الأوراق عادةً في الأطباق المطبوخة أو كأوراق محشوة بالحشوات. |
| دريهمة              | خردل         | عشب صالح للأكل من الفصيلة الخردلية، ذكره ألويس موسيل بأن البدو يأكلونه نيئًا. النبات شائع في فلسطين وله ثمرة تشبه البكلة، تتكون من قرصين، في كل منهما بذرة. |
| حرشاء               | شرتم         | تُستخدم بذور النبات وأوراقه الطرية كتابل للسلطات. ينمو بشكل رئيسي في التربة الرملية على السهول الساحلية. |
| قبار                | الكبار       | (العربية: قبار؛ الأصاف لاصاف) تُخلل براعم الزهرة قبل تفتحها وثمارها (تشبه الخيار الصغير) وتُؤكل. تُستخدم أوراق القبار أيضًا كتوابل في المطبخ اليوناني. في فلسطين، تُخلل البراعم والثمار في ماء مالح مع التوابل، كما تُستخدم الأوراق الخضراء الطرية كتوابل وتُخلل أيضًا. |
| كيس الراعي          | كيس الراعي   | (سنينوة؛ خرفاق؛ سنوجة) تُستخدم الأوراق الطرية أساسًا كتوابل لتتبيل السلطات، ويمكن أيضًا أكلها نيئة أو مطهوة على البخار. يُحضّر من أوراقه منقوع يُستخدم طبيًا بين بدو النقب، خاصة لعلاج آلام المعدة. الأوراق الأقدم والكبسولات البذرية تأخذ طعمًا فلفليًا وتُستخدم لتتبيل الطعام. |
| نفاج (نبات)         | جليجل        | (جليجل; إغلايجيليه) عشب متفرع نشأ في جبال يهوذا، أوراقه وسيقانه صالحة للأكل. على الرغم من أنه صالح للأكل، فإن النبات مغطى بشعرات بيضاء صغيرة، مما يجعل لمسه غير مريح. |
| فارتيميا            | سليماني      | (كندة؛ شتلة؛ سليماني) شجيرة منخفضة تنمو في جميع أنحاء البلاد وتظهر على الأراضي الصخرية. تُضاف أوراقها ذات الرائحة العطرة والحارة كتوابل لتتبيل لحم الطبخ والحساء. يمكن أيضًا تحضير شاي من الأوراق عن طريق نقعها في الماء الساخن (دون غليان). |
| هندباء أنديفية      | هندباء       | أوراق شابة ورقيقة مفرومة ومقلية مع البصل والثوم ورشة ملح. تُطهى مع العدس. تؤكل طازجة كسلطة مع الشمندر وعصير الليمون.هي الوحيدة من نبات الشيكوري المحلي في البلاد، وتُعد من الأعشاب المريرة، كلما كبرت الأوراق، زادت مرارتها. الأفضل قطفها في أوائل الربيع قبل أن تتفتح الأزهار. استخدم السكان العرب في الجليل تقليديًا في الأطعمة المحشوة. تم استخدام جذورها المحمصة كبديل للقهوة. |
| ذؤنون أنبوبي        | حلاق         | (ذنون؛ حلاق؛ زيب العَبيد) نبات صحراوي طفيلي تُؤكل جذوره من قبل البدو في النقب وسيناء. بعد غسلها، كانت الجذور توضع على الجمر الحي في حفرة نار مفتوحة لتُشوى. |
| ملوخية              | ملوخية       | أوراق تقطع وتطبخ في مقلاة مع قليل من الماء ورشة زيت زيتون وملح وفلفل أسود وثوم مفروم وبقدونس وبصل. تنمو بشكل بري على طول وادي نهر الأردن، وحول العفولة وحول بحر الجليل، وأريحا. |
| كزبرة               | كزبرة        | عشب يُوجد غالبًا في المناطق الجبلية في البلاد، وتُستخدم أوراقه الخضراء الطرية كتوابل في الأطعمة. |
| شمرة بحرية          |              | (حشيش البحر; شومرا بحرية) أوراق لحمية تؤكل غالبًا كمقبلات عندما تُخلل في زيت الزيتون أو في الملح. تنمو بشكل عشوائي على طول الساحل المتوسطي. تحتوي الأوراق على مستوى عالٍ من فيتامين C; عند تناولها طازجة، فإن لها طعمًا حمضيًا ومملحًا قليلاً، ولكن عند طهيها فإن طعمها يشبه طعم البقدونس، أو طعم الكرفس. أفضل وقت لجني الأوراق هو شهر مايو، عندما تكون الأوراق طرية وليست مملحة كثيرًا. |
| زعفران شتوي         | زعفران       | (شحم، زعفران، بزيز، بطاط الفقير، سراج الغولة) واحدة من أول الزهور التي تتفتح بعد أول أمطار الشتاء (تتفتح عادة في ديسمبر ويناير)، ومن السهل التعرف عليها من بتلاتها البيضاء. على الرغم من أنها محمية بموجب القانون، تم حفر لمبات الزهرة وجمعها لتؤكل من قبل الفقراء بعد الطهي أو التحميص، ومن هنا اشتق اسمها العربي "بطاط الفقير" (بطاطا الرجل الفقير). كانت الأعضاء التناسلية للزهور تُجمع في السابق في وقت عدم وجود الندى وتجفيفها لاحقًا في أفران تجفيف خاصة لمدة عشرين دقيقة تقريباً أثناء وضعها على مصافٍ مصنوعة من شعر الماعز، أو فوق جمرات حارة، ثم تُرفع وتُنشر لتبرد لمدة نصف ساعة تقريبًا. بعد ذلك، تُخزن في جراكن محكمة الإغلاق لاستخدامها كملون للطعام أو كبهار. |
| بخور مريم فارسي     | بخور مريم    | يستخدم الفلاحون العرب في فلسطين تقليدياً أوراق بخور مريم كمكون غذائي. يتم غلي الأوراق أولا وتعبئتها بالأرز واللحم المفروم والبصل المفروم ناعما والتوابل الأخرى ، وتتحول إلى لفائف - على غرار الطريقة التي تستخدم بها أوراق العنب، قبل طهيها وتناولها. يفضل البعض الآخر حشو أوراق بخور مريم المسلوقة بحبوب القمح والعدس المطبوخ المتبل بالعسل والكمون والملح والفلفل الأسود. الجذر المنتفخ البني الداكن لهذا النبات سام للحيوانات. ومع ذلك، فإن أوراق النبات غير ضارة بالإنسان عندما يستهلكها. يقال إن الطعم يشبه طعم أوراق العنب المطبوخة. |
| طرثوثية             | مسرور        | (طورتوط؛ زيب الأرض) ينمو في النقب وفي شبه جزيرة سيناء، هذه النبتة الطفيلية الفريدة تتغذى على جذور نباتات مضيفة أخرى، وكان البدو أحيانًا يتناولونها في الرحلات الطويلة، حيث كانوا ينظفون ويقشرون الشوكات الطازجة ويأكلون الجزء الداخلي الأبيض المقرمش، الذي يقال إنه شهي وحلو، مع نكهة التفاح وتأثير ممتع قابض. جذورها كانت تبشّر وتستخدم لتحلية الحليب. النبتة الصحراوية المذكورة هنا محمية بموجب القانون الإسرائيلي. |
| جزر شائع            | جزر          | نوع فرعي من الجزر المزروع، حيث كانت جذوره البيضاء الصفراء تُجمع أحيانًا وتُغلى وتؤكل من قبل فئات الفلاحين في البلاد. |
| خفج جرجيري          | حويرة        | (بالعربية: حويرة؛ سعسعسة؛ حرة) تؤكل الأوراق والزهور والقرون كعشب للسلطة، أو تستخدم كتوابل. بالنسبة للسلطات، يتم اختيار السيقان والأوراق الصغيرة والطرية فقط. وفقًا لكريسبيل، تم نقع الأوراق الطرية لهذا النبات في لتر واحد من الحليب لمدة يوم واحد، ثم وضع الحليب في غربال وشربه على معدة فارغة. يمكن خلط حفنة كبيرة من الأوراق الطازجة مع الثوم المهروس وعصير الليمون ورشة ملح وفلفل أسود وبقدونس مفروم مع القليل من زيت الزيتون وكوب واحد من الماء.الأنواع الأخرى التي تزرع في النقب هي الصاروخ الخشن (Diplotaxis harra)، الذي تؤكل أزهاره، والصاروخ الصحراوي (Diplotaxis acris)، المعروف بالاسم العربي yahag والذي يظهر بعد أول أمطار الشتاء، والذي تؤكل أزهاره وأوراقه. |
| حماض شائك           |              | (إركيبة؛ ركبة؛ حبيذان) نبات حولي منتصب، أوراقه عريضة وشبه لحمية، وله جذر وتري يشبه الجزر، ولكنه أقصر وأبيض اللون. جذوره الطرية صالحة للأكل، تُجمع في الشتاء ويأكلها البدو نيئة أو مشوية. |
| رقمة                | إبرة الراعي  | (تمير؛ إبْرَةُ الرَّاعي) نباتٌ صحراويٌّ مُعْمِرٌ جيوفيٌّ شائعٌ في النقب وفي صحراء يهودا. أوراقه صالحةٌ للأكل، وخاصةً بصلة النبات البيضاء الطازجة (الكورم) التي تنمو تحت الأرض (من نموّ العام الماضي، وليس نموّ العام السابق ذي اللون المحمرّ). كورم منقار اللقلق ليس متماثلًا ومستديرًا، بل قرنيٌّ ومُعْوَجّ؛ يُفضّل قليه في زيت الزيتون مع البصل المفروم والثوم والفلفل الأسود وتوابل أخرى. يُستخدم الماء الذي تُنقع فيه أزهار النبات لتليين القشرة. |
| سليح                | خردل وردي    | تؤكل الساق والزهور والأوراق نيئة. يكون أفضل عند تحضيره مع الطماطم وعصير الليمون. الأنواع الأخرى من الخردل الوردي الأصلية في البلاد هي الخردل الوردي الرملي |
| جرجير               | جرجير        | هذه العشبة البرية السنوية شائعة في جميع أنحاء البلاد، ولكن يمكن العثور عليها تنمو بغزارة على طول وادي نهر الأردن. تؤكل العشبة طازجة وفي السلطات، أو مع لفائف الخبز والجبن. في اللهجة العربية المنطوقة في فلسطين في زمن دلمان، كان يُطلق على كل من الجرجير (الجرجير). |
| قرصعنة كريتية       | الكرسي       | على الرغم من كونه نباتًا شائكًا عند اكتمال نموه، إلا أنه يُنتج مجموعات طرفية من الأوراق الطرية الصالحة للأكل في صغرها، وإن كانت مُرة بعض الشيء. تُؤكل أوراقه الطرية كسلطة، بطعم البقدونس. كما أن جذره لذيذ الطعم أيضًا.هناك مرحلتان مختلفتان من التطور: المرحلة الصغيرة حيث تكون الأوراق خضراء وكبيرة وصالحة للأكل، والمرحلة الناضجة حيث يصبح النبات شائكًا دون أي تشابه مع مظهره الأول. |
| شمرة شائعة          | شومر         | تُستخدم سيقان وأوراق الشمر الطرية بشكل أساسي كتوابل لنكهة الأطباق المطبوخة، بالإضافة إلى كونها مادة مضافة في الأطعمة المحفوظة والمشروبات الكحولية. يمكن أيضًا إنتاج شاي من بذور الشمر |
| جرمل (جنس)          | مليح         | تُستخدم الأوراق كتوابل لنكهة الزبدة المصفاة. نوع آخر من نبات الخلنج البحري المتوطن في البلاد هو الخلنج البحري البودري. |
| غرنوقي درني         | عرق سوس      | نبات معمر يستخدم جذره الحلو المجفف والمطحون لإنتاج بهارات عرق السوس، المستخدمة في نكهة المشروبات الكحولية وغيرها. تم صنع مشروب غازي منعش من جذره، مع السكر والليمون. في إسرائيل وفلسطين، ينتشر النبات في سهل الشارون ووادي الحولة والمناطق المحيطة وبحر الجليل. نبات عرق السوس البري الوحيد الآخر في البلاد الذي يحمل ثمارًا غير شائكة وينمو على طول وادي نهر الأردن والضفاف الشرقية لبحر الجليل. |
| عكوب                | عكوب         | ( شمروخ؛ جمالية) في بداية العام، يعرف العكوب بوسطها الأحمر البارز الذي يمتد على طول منتصف سيقانها وأوراقها. لاحقًا، في أواخر الصيف، عندما يتحول لون النباتات إلى الأبيض الرمادي، تُقطع النباتات التي تنمو في البرية من القاعدة وتُزال الأشواك. يمكن تناول الأوراق والسيقان والجذور، وخاصة رؤوس الأزهار غير النامية. يستخدم البدو والعرب قاعدة الأوراق الصغيرة التي لا تزال تحت السطح لصنع حساء العكوب. في الضفة الغربية، تُقلى رؤوس الأزهار الصغيرة والسيقان والأوراق في زيت الزيتون، وتُخلط مع يخنة من شرائح اللحم حتى تنضج جيدًا، وتُقدم ممزوجة بالزبادي. يُقال إن طعمها يشبه شيئًا بين الهليون والخرشوف. |
| شعير عفوي           | شعير         | (شعير حسيني؛ زرع صانع) حبة برية تنمو بغزارة في جميع أنحاء البلاد، وتصل إلى مرحلة النضج في أواخر الربيع (حوالي شهر مايو). عندما تجف تمامًا، تسقط حبات البذور مع براعمها من السنابل عندما يتم إزعاجها قليلاً فقط. من الأفضل حصاد سيقان الشعير البري عندما تكون لا تزال خضراء وسليمة. غالبًا ما يُرى الشعير البري ينمو حيث ينمو الخردل البري.يتم تقشير قشور (قشر) الشعير البري المزروع في أرض فلسطين، في بعض الحالات، بعناية باليد لكشف نواة البذور. كانت الطريقة الأسرع هي حصاد الشعير الأخضر وحرق السنابل قليلاً فوق لهب النار. ثم توضع السنابل على لوح مسطح وتُفرك بقوة عليها لإزالة حبات الحبوب من السنابل. مع أن القشر لا يزال ملتصقًا بالحبوب، إلا أنه كان يُوضع في قدر من الماء المغلي ليُطهى كبرغل مع الحساء. كانت القشور (القشر) تتساقط بعد الغليان. في بعض الأماكن، يُطحن الشعير ويُشوى بالزيت أو دهن الغنم |
| خس منشاري           | خس بري       | هو أكثر أنواع الخس البريّ شيوعًا في البلاد، بدءًا من الشتاء وأوائل الربيع. يُمكن تناول أوراقه الطرية طازجةً أو مطبوخةً في أطباق ساخنة. ويُصنّف هذا النبات من بين الأعشاب المُرّة التي يُمكن تناولها ليلة عيد الفصح. |
| لاميون ملتف الساق   | فم السمكة    | يمكن تناول أوراق العشبة الصغيرة وبراعمها وأزهارها، نيئة أو مطبوخة، ويقال أن البراعم والسيقان لها نكهة حلوة وفلفلية قليلاً. |
| جلبان               | جلبان        | هذه البازلاء البرية صالحة للأكل، وتُؤكل نيئة أو مطبوخة. وينطبق الأمر نفسه على أنواع أخرى من الجُلبان (Lathyrus spp.) التي تنمو في إسرائيل وفلسطين. ينتشر نوع الجُلبان في جميع أنحاء المناطق الجبلية في البلاد. النوع الذي ينمو على طول السهول الساحلية هو الجُلبان (L. marmoratus)، بينما الجُلبان الرئيسي الذي ينمو في الجليل الأعلى هو الجُلبان (L. sessilifolius). وقد سُمّي حوالي 15 نوعًا من الجُلبان في البلاد. |
| رشاد عريض الأوراق   | رشاد بري     | (رشاد بري؛ حرفراف؛ قسط) عشبة معمرة طويلة تنمو على ضفاف الينابيع الطبيعية والمسطحات الملحية في السهول الساحلية والوديان الشمالية، وخاصةً سهل الحولة. تُغلى أوراقها وتُؤكل، ولكن البعض يُجري عملية تصفية قبل طبخها النهائي لإزالة طعمها اللاذع والقوي. من الأنواع الأخرى التي تنمو في إسرائيل وفلسطين: ريشة سبينوسوم (الحشيشة الشوكية) وريشة سبينسينس، التي تنمو في التربة المعبأة في مرتفعات الجولان، وفي أماكن في الجليلين الأعلى والأسفل. |
| لوطس (جنس)          | لوتس         | (لوتس؛ جلثون؛ صيبعة) هذه العشبة نادرة الآن في الغالب في إسرائيل وفلسطين، باستثناء جبل الكرمل وساحل الكرمل. تحمل قرون بذور كبيرة، تحتوي على بذور مستديرة لذيذة صالحة للأكل. تحدث دالمان أيضًا عن نبات مشابه، قرون بذوره الخضراء صالحة للأكل، وهو لوتس فلسطين، مرادف لوتس (بازلاء الهليون)، وهو نبات حُصد قرون بذوره الصالحة للأكل بين مارس ومايو. تؤكل البذور نيئة. |
| ترمس شعري           | ترمس         | (ترمس) بذورها صالحة للأكل بعد استخلاصها أولاً بغليها في الماء الساخن، وهي عملية تُكرر عدة مرات، مع التخلص من الماء بعد كل غليان. ينمو الترمس الأزرق في المناطق الجبلية في إسرائيل وفلسطين، وهو نبات محمي بموجب القانون الإسرائيلي لجماله الأخّاذ. تشمل الأنواع الأخرى المتوطنة في إسرائيل وفلسطين الترمس الفلسطيني، وهو غير محمي بموجب القانون، والترمس الأصفر، والترمس ضيق الأوراق. تنمو الأنواع الثلاثة في سهل شارون، ويوجد النوع الأخير أيضًا في مرتفعات الجولان. |
| خبازة نيسية         | خبيزة        | (خَبْزَة؛ خَطْمِيّ) أوراق تُفرم وتُطهى في مقلاة مع قليل من الماء، ورشة من زيت الزيتون، وملح، وثوم وبصل مفرومين. وينطبق الأمر نفسه على جميع أنواع الخَبْزَة التي تنمو في البلاد. تُضفي هذه العشبة لمسةً شهيةً على الطعام،[121] لأنها ليست مُرّة على الإطلاق. كتب دالمان في وصفه للنبات أنه "في فلسطين، تُفرم الأوراق وتُطهى مع زبدة الطبخ والماء، وتُتبل بالليمون أو الفلفل". ويُحضّر آخرون الخَبْزَة المطبوخة مع العدس أو الطماطم. ومن بين أنواع الخَبْزَة الأصلية في البلاد خَبْزَة لافاتيرا كريتيكا (الخبيزة الكريتية).ممتازة مع البيض المخفوق. |
| بابونج (جنس)        | بابونج       | (بابونيج) ينمو بشكل رئيسي في الجبال والصحراء ، ولكن يمكن رؤيته في أجزاء أخرى من البلاد، حتى الجليل، ويُستخدم كشاي منقوع عشبي. اليوم، يحظى البابونج الذهبي بحماية القانون الإسرائيلي، وهنالك نوع آخر هو البابونج الأزرق الذي ينمو بشكل رئيسي في الجليل الأعلى وسهل الحولة الرسوبي. |
| منثور               | الخردل       | (منتور، شقيرية، فجيلية) يتميز هذا الجنس من فصيلة الخردل بأنواع عديدة في البلاد، من بينها الخردل الأسبيرا، والخردل العربي (المعروف بحمص)، والخردل ثلاثي الشرفات. أزهاره وسيقانه صالحة للأكل. |
| فصة رثة             | الخندع       | ( حَنْدَغُغ حَضَرِي؛ عَرِيبِيَان؛ خَبَّازُ الرَّايِ) يُمكن تحضير مشروب (شاي) من سيقان وأوراق النبات بغليها في الماء مع إضافة السكر. ينمو النبات على نطاق واسع في جميع أنحاء النقب. كما يُمكن استخدام أنواع أخرى من الحَنْدَغ، مثل الحَنْدَغُغُ الحَضَرِي، في تحضير الشاي. |
| نعناع طويل الأوراق  | حبق          | (نعنع؛ حبق؛ نعنع القانا) نعناع بري يُزرع على ضفاف مجاري المياه في جميع أنحاء البلاد، وينمو عادةً في عناقيد. تُستخدم أوراقه المجففة والطازجة في تحضير الشاي. يُعرف نعناع الخيل أيضًا بخصائصه الطبية. |
| سبيب عاري الأزهار   | سمح          | (شنين؛ سمح؛ سمح) نبات صحراوي يوجد في النقب وصحراء يهودا. يُنتج النبات العديد من البذور السوداء الصغيرة التي تُطلق بعد أول هطول للأمطار. كان البدو يجمعون البذور السوداء الصغيرة لهذا النبات، ويجففونها ويطحنونها، ثم يعجنون الدقيق الناتج بالماء ويخبزون العجين على شكل خبز. يُضاف إلى ذلك رشة من بذور السمسم والملح. بعد نزع كبسولات البذور، كان البدو يُعجلون من إطلاق البذور بغمر الكبسولات في الماء حيث يتم تحريكها حتى تنفتح وتسقط البذور في القاع. يُؤكل الدقيق، المعجن بالتمر والزبدة المصفاة، نيئًا. |
| شميسة شجيرية        | شجيرة        | (قرنية؛ عصبة الشاي؛ زعتر) ينمو هذا النبات العطري بشكل رئيسي على صخور الطباشير والحجر الكلسي، وهو مغلي من أوراقه مفضل لدى شاربي الشاي. يمكن أن تكون الأوراق طازجة أو مجففة. كما تُستخدم الأوراق المفرومة كتوابل في الأطعمة المالحة. في منطقة الخليل، كان لدى الناس عادة نشر سيقان وأوراق الزعتر المملح على المنصة الحجرية التي يستخدمونها لتجفيف التين، وذلك لنقل رائحة النبات إلى التين المجفف. |
| حم                  | حميمة        | (حميمة؛ أحميم) شجيرة شبه نباتية تنمو في النقب عند سفح المنحدرات الجيرية وفي أودية المجاري المائية. تُحصد أوراقها الصغيرة وبراعمها المزهرة وتُؤكل. |
| حلحل (نبات)         | بصل          | (بصلة) تؤكل جذور النبات المنتفخة طازجة كعشبة حديقة، أو تُغلى وتُؤكل مع الخل والزيت والثوم. تُعرف في بلاد الشام باسم "البصلة". |
| جرجير الماء         | رشاد         | (قرة العين، رشاد، جرجير، قرة) حيثما وُفرت المياه، يكثر هذا النبات، وخاصةً على طول الينابيع الطبيعية والجداول الصغيرة. أوراق الجرجير صالحة للأكل، ولها طعم ورائحة الفجل اللاذعة. |
| نباز سوري           | خورفش        | (خورفش؛ خورفش الحمير) يؤكل لب وسيقان هذا الشوك نيئة في الغالب، ولكن يمكن أيضًا تناول سيقان الأوراق، إما طازجة في السلطة أو مطبوخة، بعد إزالة الأشواك. ينتشر النبات على نطاق واسع في جميع أنحاء البلاد، ويبلغ ذروة ازدهاره في أبريل. |
| عنبريس              | العنبر       | ( ذُرْس؛ ذُرْس) قرون بذور هذا النبات صالحة للأكل. نبات مشابه تؤكل قرون بذوره هو العنبر المتوج (Onobrychis squarrosa). نوع قريب منه يشبه بذره قرصًا مسطحًا غير منتظم هو العنبر البطلمي (Onobrychis ptolemaica)، موطنه شرق النقب. |
| سحلب (نبات)         | سحلب         | (سحلب؛ قرن الغزال) كان مشروب السحلب الساخن يُصنع تقليديًا عن طريق استخراج نكهته من الدرنات المجففة لهذا النبات. ثم يُضاف مسحوق السحلب إلى الحليب قبل أن يصل إلى درجة الغليان، مع التحريك المستمر، ثم يُضاف إليه نشا الذرة كمكثف، إلى جانب السكر والبيض. غالبًا ما يُنكه المشروب الساخن، بعد التبريد، بالقرفة المطحونة والزبيب وجوز الهند المبشور وخلاصة البرتقال. جميع بساتين الفاكهة البرية في البلاد، اليوم، محمية بموجب القانون الإسرائيلي،على الرغم من أنه لا يزال من الممكن الحصول على السحلب المُنتج تجاريًا. |
| مردقوش سوري         | زعتر جبلي    | ربما يكون الزعتر من أشهر الأعشاب في إسرائيل وفلسطين، حيث كانت تُرسل فرقٌ لجمعه قبل أن يُحميه القانون الإسرائيلي. تُجفف سيقانه مع أوراقه، ثم تُكسر الأوراق وتُسحق وتُستخدم كتوابل في العديد من المطابخ، ولكن يُؤكل في الغالب كتوابل على الخبز مع الثوم المهروس والفلفل الحار المفروم ورشة من زيت الزيتون. يُضاف إلى معاجين الحمص، بالإضافة إلى زينة ومعاجين أخرى. في بعض الأماكن، تُضاف الأوراق الطازجة كتوابل في الشاي. |
| أقصليس ماعزي        | حميض         | (حماض؛ حمسة) عشبة صالحة للأكل، غالبًا ما يمضغ الأطفال سيقانها الخضراء لمذاقها الحامض الخفيف الذي يشبه الليمون. يُعتقد أن حماض الخشب المتمايل، على الرغم من انتشاره الآن في البلاد، هو نوع غازي. يمكن استخدام النبات لتحييد السموم الموجودة في الكركم عند طهيه مع الكركم. |
| بازلاء              |              | (بوريد؛ بازيلا عليا؛ بازيلا) بازلاء في قرون تؤكل نيئة وهي لا تزال خضراء أو مطبوخة بعد نضجها. تشمل الأنواع الأخرى من البازلاء البرية البازلاء البرية الطويلة والبازلاء البرية الصفراء. |
| رجلة                | فرفحينة      | (فرفحينة؛ فرفحين بقلي؛ بقلة؛ رجلة؛ بقلة الحماقة) عشبة شائعة تنمو في الحقول والحدائق المروية جيدًا، ولها أوراق عصارية. وقد ذُكر النبات على أنه واحد من العديد من الأعشاب والنباتات التي تنمو عادةً بمفردها في البرية، على الرغم من استخدامها كغذاء بين الفلاحين العرب، يتم تحضير الأوراق كسلطة عن طريق تقطيعها إلى قطع صغيرة مع البصل الأخضر أو البصل الصغير ومعجون الطماطم والثوم والبقدونس والملح والتوابل الأخرى حسب الرغبة. ويضيف آخرون زيت الزيتون والخل. نوع آخر من الرجلة ينمو في البلاد هو الرجلة الكبيرة ويقال إنها أكثر مرارة. |
| شقال                | ترنجان       | (العربية: شوفل) نبات عشبي ذو أوراق لامعة خضراء داكنة، يُعرف بشكل رئيسي بثمرته المستديرة ذات اللون الأسود المائل للأرجواني، والمقسمة إلى أقسام، والتي تنضج في الصيف. ينمو في الغابات المفتوحة، وغالبًا في المناطق الصخرية. تُجمع أوراقه وسيقانه الطرية، ذات الرائحة والطعم المميزين، وتُستهلك في اليخنات، أو تُضاف لإكمال نكهة الخضراوات المقلية، وكذلك في فطائر الخضراوات التي تحتوي على اللحم والفطر والطماطم المجففة، أو ببساطة كطبق جانبي مع اللحم أو السمك. أوراقه غنية بفيتامينات ج، هـ، وك. |
| رعراع               |              | (ربيل) يُصنع الشاي من مشروب أوراق النبات. ويمكن صنع نفس مشروب الشاي من أوراق نبات بوليكاريا أوندولاتا، وهو نبات أصلي أيضًا في فلسطين، ولكن يجب الحرص على عدم جعل المشروب قويًا جدًا، وإلا فسيكون مذاقه مثل شرب زيت التربنتين الدافئ. |
| فجل بري             | فجل          | يُرى هذا النوع من الفجل البري غالبًا ينمو على طول سهل شارون على طول المناطق الساحلية. تُجمع القرون الخضراء الطويلة البارزة من السيقان وتُفرم وتُؤكل كسلطة. تكون الأوراق في أفضل حالاتها عند قطفها صغيرة، لأن رائحتها لاذعة قليلاً، بينما الأوراق الأكبر سنًا تكون مُرّة.تشمل الأنواع الأخرى في فلسطين فجل الخنجر، الذي ينمو في المناطق الجبلية الوسطى وفي الجليل، وفجل المتدلي. |
| راوند فلسطيني       |              | (كهامون) نبات نادر جدًا يوجد في جنوب النقب، وهو الآن من الأنواع المهددة بالانقراض والمحمية بموجب القانون الإسرائيلي. كان البدو يستخدمون جذره سابقًا كتوابل للزبدة المصفاة. أزهار الراوند الصحراوي صالحة للأكل أيضًا. |
| نسرين               | ورد بري      | (وردة) وردة الكلب نوع نادر في البرية، وموطنها الأصلي الآن هو المناطق الشمالية من إسرائيل وفلسطين، ومرتفعات الجولان، بالإضافة إلى المناطق الجبلية التاريخية في السامرة ويهودا، وتنمو في غابات البلوط وبين الصخور. تنتج الشجيرة ثمر الورد وهو الجزء الرئيسي من النبات في الطعام، وقد استُخدم، إلى جانب بتلات أزهاره، لصنع المشروبات الساخنة المنكهة (الشاي)، والمربى، والهلام، والمخللات. من القشر السميك والحلو يُصنع مربى (كونفيتور). ثمار الناضجة حلوة جدًا ويمكن تناولها كما هي. يُنصح بإزالة البذور التي تحتوي على شعيرات صلبة قبل تناولها.لتحضير شاي ثمر الورد، ضع 1-2 ملعقة صغيرة من ثمر الورد المجفف في إبريق شاي، واتركه لمدة 15-20 دقيقة، ثم صفّه في كوب. من الأنواع المشابهة التي تنمو في البلاد أيضًا الورد الفينيقي (الورد ذو رائحة الصنوبر) الموجود في جبل الشيخ. وقد ذُكرت هذه الشجيرة واستخدامها كغذاء في العصور القديمة. |
| إكليل الجبل (نبات)  | حصى اللبان   | (حَسَا البان؛ إِكْلِيلُ الْجِبَال؛ العبرية: رُزْمَارِين) شجرة تشبه الشجيرة بأوراق عطرية للغاية، كانت متوطنة في السابق في جميع الأماكن تقريبًا في فلسطين، لكن نموها الطبيعي انقرض الآن تقريبًا، باستثناء على طول سواحل البحر.كانت الأوراق تستخدم تقليديًا من قبل الفلاحين العرب في البلاد لتتبيل الحساء. |
| عليق مقدس           | عليك         | (عربي: عَلِق؛ عَلِق؛ طُوط) تُنتج هذه الشجيرة توتًا أسود حلوًا صالحًا للأكل، يُمكن تناوله طازجًا، أو جمعه بكميات كبيرة لتحويله إلى كومبوت ومربى فواكه. تنمو الشجيرة على ضفاف المجاري المائية في جميع أنحاء البلاد، وخاصةً في الجليل الأسفل ومرتفعات الجولان. يُمكن صنع نبيذ التوت الأسود بعصر العصير من التوت وإضافة كمية مساوية له من الماء. يُخلط ويُضاف إليه السكر البني. يُترك لبضعة أيام. |
| مريمية يونانية      | حميض         | (العربية: حميض؛ حميض؛ لسان الكلب) تؤكل الأوراق الحامضة نيئة كسلطة أو في حساء؛ تُسلق الجذور. تُستهلك أنواع أخرى من الحميض، مثل الحميض الشائع ، مقلية في زيت الزيتون، أو تُستخدم كحشوة في سمبوسك المعجنات. عشبة صالحة للأكل مماثلة موطنها الأصلي، في النقب وصحراء يهودا، هي الحميض الوردي، ويستخدمها السكان الأصليون لإعداد السلطات ومشروب حامض منعش. كان بدو النقب الذين يطلقون على هذا النبات اسم الحماصي يغليون أوراقه ويصفونها ويخلطون البقايا مع حليب الماعز الحامض. |
| ندغ زعتري           | زعتر فارسي   | (زعتر رومي؛ زعتر فارسي) في العصور القديمة في فلسطين الحديثة، كان الماء الذي تُنقع فيه سيقان وأوراق الزعتر الجلدية يُستخدم لنكهة اللحوم التي تُشوى على أسياخ وتوضع على الفحم الساخن للشواء. واليوم، يتمتع الزعتر المجفف بوضع محمي بموجب القانون الإسرائيلي. |
| إشقيل               | بصل          | (بُصْل؛ أنْسُول؛ بَلْبَيْس) نباتٌ جيوفيتي ينمو في الصحراء ووادي البحر الميت، والنقب، يُستخرج بصله من باطن الأرض، ويُنظَّف، ويُشوى للأكل. هناك أنواعٌ عديدة من نبات السكيلا تنمو في البلاد، وأكثرها انتشارًا في الأجزاء الوسطى والشمالية من البلاد هو بصل الخريف (سكيلا خريفي). ويُستخدم بصله أيضًا في الطب عند تحضيره في خل النبيذ. |
| سكوليمس مبقع        | سناريا       | (العربية: سناريا؛ سناريا؛ سناريا؛ شوق الفار) شوكة صالحة للأكل منتشرة في جميع أنحاء البلاد، ويمكن تناول ساقها الرقيقة نيئة أو مسلوقة حتى تصبح طرية للغاية، بعد إزالة الأشواك بعناية. للأوراق طعم الزبدة المحلاة. استنادًا إلى الكلمة العربية العبرية ذات الصلة سيناريوت. شوكة صالحة للأكل مماثلة موطنها الأصلي هو سكوليموس هيسبانيكوس (الشوك الذهبي الإسباني)، تنمو في المرتفعات الجبلية العالية التي تزيد عن 500 متر (1600 قدم) فوق مستوى سطح البحر. تؤكل مع الزبادي والثوم المهروس وعصير الليمون. |
| ذنب العقرب الشائك   | سليقا        | (عربي: سليكا) أوراق وسيقان وجذور تؤكل طازجة كسلطة، ويمكن أيضًا طهيها في الحساء؛ كما أن بذورها صالحة للأكل. تُفرم الأوراق تقليديًا وتُقلى في مقلاة مع قليل من الماء، ورشة من زيت الزيتون، والملح، والبصل الأخضر، والثوم، وعصير الليمون، والفلفل الأبيض. تُؤكل كطبق جانبي مع الخبز. يزهر النبات في مارس/آذار وأبريل/نيسان. |
| سيلينة شائعة        |              | (فقاعي؛ لبّينة) أوراق وبراعم طرية تُحمّر في زيت الزيتون وتُؤكل كزينة. نوع مشابه، وهو سيلين إيجيبتياكا (الكمبيون المصري)، منتشر أيضًا في البلاد، يُؤكل بالطريقة نفسها. يمكن أيضًا طهي الأوراق بالبخار. يُنتج النبات، وإن كان نادرًا، زهرة بيضاء تتفتح بين أبريل ويونيو، وهو فريد من نوعه من حيث أن كأس الزهرة منتفخ جدًا. |
| سلبين مريمي         | خرفش         | (العربية: خرفش الجمال) سيقان أوراق الوردة الطرية صالحة للأكل، حيث تؤكل نيئة في السلطة أو مطبوخة، بعد إزالة الأشواك. ومن الممكن أيضًا تناول سيقان النورات الصغيرة ورؤوس الزهور قبل فتحها، والتي يشبه طعمها طعم الخرشوف. يزهر النبات في مارس/آذار وأبريل/نيسان. |
| خردل أبيض           | خردل         | تُطهى الأوراق، بينما يمكن تحميص البذور المجففة لإزالة نكهتها اللاذعة، ثم تُطحن حتى تصبح عجينة وتُصنع منها توابل مع صفار البيض المسلوق ودقيق القمح المحمص ودبس السكر (شراب التمر) والثوم والخل. |
| سمارة رثة           | حويرنة       | أوراق طرية تُؤكل كسلطة، وخاصةً عند استخدامها في صنع سلطة الزبادي بزيت الزيتون. السيقان والأزهار صالحة للأكل أيضًا. يستخدم البدو هذا النبات كبديل للتبغ. ينمو النبات بشكل أساسي في الموائل المهملة وأكوام الروث، وخاصةً بالقرب من حظائر الأغنام، حيث تكون التربة غنية بالنيتروجين. |
| تفاف زيتي           |              | (مريرة؛ جواديد) تُفرم أوراقها الصغيرة وسيقانها وتُقلى في مقلاة مع رشة من زيت الزيتون، وثلاث ملاعق كبيرة من الماء، وفصوص ثوم مفرومة، وملح، وفلفل. تُؤكل كزينة مع الخبز. كما يُمكن تحضير سلطة من أوراقها وسيقانها. |
| بوليط حليبي النسغ   | فطر          | (فطر؛ فلغانة) فطر صنوبر صالح للأكل ينمو بجانب غابات الصنوبر بعد أول هطول أمطار غزيرة في الشتاء. يتم غسل الفطر وتقطيعه وغليه أو طهيه على نار هادئة في مقلاة مع القليل من الماء والملح وقليل من زيت الزيتون. |
| طرخشقون مخزني       | الهندباء     | (سرطات الرُّحَبان) الهندباء نباتٌ ورقيٌّ تُؤكل أوراقه نيئةً كسلطة أو مطبوخة. في بعض المجتمعات، يُحضَّر نوعٌ من القهوة من جذور الهندباء المخبوزة. يوجد حوالي 60 نوعًا من الهندباء تنمو في نصف الكرة الشمالي. |
| كمئيات              | كما          | ( طرفاش) فطر صالح للأكل يشبه البطاطس يلتصق بجذر زهرة الشمس في غرب النقب. بعد غسل الرمال جيدًا من الكمأة، يتم تحميصها أو طهيها كما لو كانت بطاطس، إما في حساء أو يخنة لحم البقر. |
| طرديلن              |              | (العربية: دُنْمَة) عشبة صالحة للأكل، تُطهى وتُستخدم كزينة للوجبات. من الأنواع الأخرى من الدُنْمَة التي تنمو في البلاد: Tordylium carmeli (شائع جدًا في الجليل الأعلى وجبل الكرمل) وT. trachycarpum، وكلاهما يُؤكل كعشبة سلطة أو كتوابل في أطعمة أخرى. |
| حلبة (جنس)          | حلبة         | نبات بقولي يستخدم في الاستهلاك البشري والحيواني. يؤكل كنبات أخضر عندما يكون صغيرًا وطريًا، تقريبًا بعد الإنبات، ولكن يتم أيضًا تحضير بذوره لاحقًا كمخلل يستخدم في الحساء والحساء. يصل ارتفاع الصنف المزروع والذي ينمو أيضًا بريًا في الجليل الأعلى، إلى 20-25 سم، ومثل نظرائه البرية الأخرى، ينتج قرون بذور رفيعة على شكل منجل بطول 9-13 سم تحتوي على حبوب بذور بنية بطول 3-5 مم. في بعض الأماكن، يتم استخدامها لصنع شاي الأعشاب. تُطحن بذور الحلبة المجففة ناعماً حتى تتحول إلى دقيق، ثم توضع في وعاء يُضاف إليه كمية وفيرة من الماء، وتُترك لتنقع لمدة 5 ساعات، حيث تتمدد بشكل كبير. ثم يُصفى الماء الزائد. يُخفق دقيق الحلبة المنقوع حتى يُصبح قوامه رغوياً.أثناء الخفق، يُضاف القليل من الماء تدريجياً إلى الخليط، مع الملح والفلفل الحار المطحون (الزهوج) وأوراق الكزبرة المفرومة. يُضاف الماء لتخفيف قوام الصلصة الرغوية وتقليل مرارتها. يوجد أكثر من 25 نوعاً من الحلبة موطنها الأصلي البلاد، حيث تُعتبر الحلبة العربية (الحلبة العربية)، التي يُطلق عليها البدو اسم نفل، شائعة جداً في شمال النقب حيث تنمو في بقع مستديرة مركزة (تتميز بخضرتها)، وتُستخدم أوراقها (بذورها) لنكهة الزبدة المصفاة. |
| قراص حارق           | قريص         | (قراص؛ غوريس) نبات غني بالبروتين عند طهيه وتناوله. يُسبب نبات القراص اللاذع تهيجًا في البداية عند لمسه، لكنه لا يُسبب أي تأثير بعد غليه في الماء الساخن. تُطهى الأوراق والسيقان، لكن السيقان تكون ليفية بعض الشيء عند تناولها، مع أنه يُمكن امتصاص لبها بسهولة. كما يُمكن جمع بذور القراص وتحميصها للأكل. في فلسطين، توجد أربعة أنواع من القراص، ويُحصد أيضًا نبات القراص البري (Urtica pilulifera) في البرية، حيث تُنقع أوراقه أولًا في الماء الساخن لبضع دقائق ثم تُوضع في محضرة الطعام لتُهرس وتُصنع منها حساءً. |
| بيقية               | كرسنة        | (كرسن؛ بقايا؛ باقية فاوله؛ طقوش البيسي؛ جيلبان) العديد من أنواع البقوليات البرية هي من الأنواع الأصلية في البلاد، وكلها تحتوي على قرون بذور صغيرة صالحة للأكل، تصبح لذيذة بعد الطهي. بعض الأصناف الشائعة في البلاد هي البيقية الحظيرة (Vicia monantha) المعروفة لدى البدو باسم جلبان، البيقية الفلسطينية (Vicia palaestina)، البيقية الشائعة (Vicia sativa)، البيقية ذات الخوذة (Vicia galeata)، يمكن تناول براعم النبات الطرية طازجة. |
| لوبياء صفراء        | لوبيا        | فول صالح للأكل ينمو بريًا في سهل الحولة. |